# Gail Honeyman

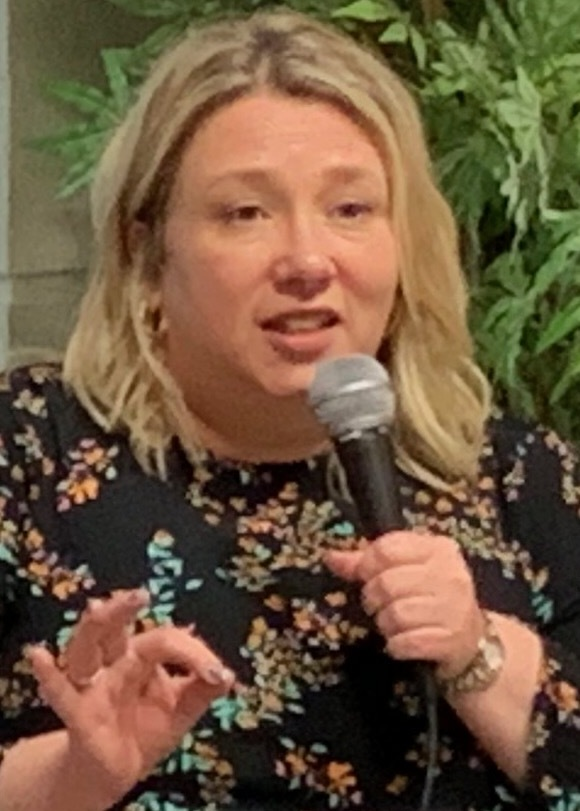
Honeyman, 2019

Gail Honeyman (Stirling, 1972) es una novelista escocesa.

## Biografía
Su madre era funcionaria y su padre científico. De niña era una lectora voraz y estudió filología francesa en la Universidad de Glasgow postgraduándose en poesía francesa en la Universidad de Oxford. Ha trabajado en la administración de la universidad de Glasgow.
Su novela Eleanor Oliphant está perfectamente ganó el Premio Costa Book en 2017.

## Obra
- Eleanor Oliphant is Completely Fine, 2017

## Premios
- Premio Costa Book